# Gadiculus argenteus argenteus
La faneca plateada o marujito es la especie Gadiculus argenteus argenteus, un pez de la familia de los gádidos, que se puede encontrar en las costas de Europa y norte de África.

## Anatomía
El color varía entre rosa y ´castaño-brillante en el dorso, mientras que los lados y el vientre son plateados; la longitud máxima descrita para esta especie es de 15 cm, aunque su longitud común es de unos 10 cm; no presenta espinas ni en la aleta dorsal ni en la aleta anal; los ojos son muy grandes y la boca es oblicua; no presentan bigotes en el mentón como otros miembros de su familia.
Las escamas son enormes, de color plata y se desprenden con relativa facilidad; la línea lateral termina en 7 surcos mucosos en la parte superior de la cabeza.

## Hábitat y biología
Es una especie oceánica pelágica, que no realiza migraciones y que vive entre 100 y 1000 m de profundidad. Aunque no es frecuente, se distribuye por toda la costa europea del Atlántico, penetrando en el mar Báltico y el mar Mediterráneo, así como la costa de Marruecos y el Sáhara occidental.
Se le puede ver formando grandes bancos sobre la arena del fondo, grava o fondo rocoso, alimentándose de pequeños crustáceos y puede que de poliquetos. En el Mediterráneo desova durante el invierno, mientras que en el norte de Europa desova durante la primavera.

## Pesca
Se pesca y comercializa, pero con poca importancia comercial, a veces para usarlo como cebo. Sin embargo, su delicioso sabor le hace tener un alto precio en el mercado.